# Janira maculosa
Janira maculosa là một loài chân đều trong họ Janiridae. Loài này được Leach miêu tả khoa học năm 1814.